# Елленсбург (Вашингтон)
Елленсбург (англ. Ellensburg) — місто (англ. city) в США, в окрузі Кіттітас штату Вашингтон. Населення — 18 666 осіб (2020).

## Географія
Елленсбург розташований за координатами 47°0′4″ пн. ш. 120°32′59″ зх. д. / 47.00111° пн. ш. 120.54972° зх. д. (47.001168, -120.549588). За даними Бюро перепису населення США в 2010 році місто мало площу 18,06 км², з яких 17,93 км² — суходіл та 0,13 км² — водойми. В 2017 році площа становила 20,06 км², з яких 19,88 км² — суходіл та 0,18 км² — водойми.

### Клімат
| Клімат : Елленсбург                | Клімат : Елленсбург | Клімат : Елленсбург | Клімат : Елленсбург | Клімат : Елленсбург | Клімат : Елленсбург | Клімат : Елленсбург | Клімат : Елленсбург | Клімат : Елленсбург | Клімат : Елленсбург | Клімат : Елленсбург | Клімат : Елленсбург | Клімат : Елленсбург | Клімат : Елленсбург |
| Показник                           | Січ.                | Лют.                | Бер.                | Квіт.               | Трав.               | Черв.               | Лип.                | Серп.               | Вер.                | Жовт.               | Лист.               | Груд.               | Рік                 |
| Абсолютний максимум, °C            | 17,8                | 18,9                | 26,7                | 34,4                | 37,2                | 42,2                | 43,3                | 43,3                | 37,2                | 30,6                | 26,1                | 15,0                | 43,3                |
| Середній максимум, °C              | 0,9                 | 5,2                 | 11,3                | 15,8                | 20,2                | 23,9                | 28,2                | 28,3                | 23,6                | 16,4                | 6,7                 | 0,9                 | 15,2                |
| Середня температура, °C            | −3,2                | 0,2                 | 4,7                 | 8,6                 | 12,8                | 16,4                | 19,9                | 19,8                | 14,9                | 8,6                 | 2,0                 | −2,9                | 8,5                 |
| Середній мінімум, °C               | −7,4                | −4,9                | −1,8                | 1,3                 | 5,5                 | 9,0                 | 11,6                | 11,2                | 6,3                 | 0,7                 | −2,8                | −6,8                | 1,9                 |
| Абсолютний мінімум, °C             | −33,9               | −30,6               | −22,2               | −10                 | −7,8                | −1,1                | −1,1                | −1,7                | −8,9                | −12,8               | −33,9               | −35                 | −35                 |
| Норма опадів, мм                   | 31                  | 23                  | 20                  | 14                  | 14                  | 16                  | 9                   | 9                   | 12                  | 14                  | 30                  | 37                  | 229                 |
| Днів з опадами                     | 9,2                 | 7,6                 | 7,0                 | 5,7                 | 6,5                 | 5,6                 | 3,3                 | 3,1                 | 3,7                 | 4,8                 | 9,8                 | 9,5                 | 75,8                |
| Днів зі снігом                     | 4,9                 | 2,3                 | 0,8                 | 0,0                 | 0,0                 | 0,0                 | 0,0                 | 0,0                 | 0,0                 | 0,1                 | 2,6                 | 4,9                 | 14,6                |
| ---------------------------------- | ------------------- | ------------------- | ------------------- | ------------------- | ------------------- | ------------------- | ------------------- | ------------------- | ------------------- | ------------------- | ------------------- | ------------------- | ------------------- |
| Джерело: NOAA (normals, 1971–2000) |                     |                     |                     |                     |                     |                     |                     |                     |                     |                     |                     |                     |                     |

## Демографія
Згідно з переписом 2010 року, у місті мешкали 18 174 особи в 7301 домогосподарстві у складі 2889 родин. Густота населення становила 1006 осіб/км². Було 7867 помешкань (436/км²).
Расовий склад населення:
| - 85,7 % — білих - 3,2 % — азіатів - 1,5 % — чорних або афроамериканців - 1,0 % — корінних американців - 0,2 % — вихідців з тихоокеанських островів - 4,6 % — осіб інших рас |

До двох чи більше рас належало 3,7 %. Частка іспаномовних становила 9,7 % від усіх жителів.
За віковим діапазоном населення розподілялося таким чином: 14,2 % — особи молодші 18 років, 76,9 % — особи у віці 18—64 років, 8,9 % — особи у віці 65 років та старші. Медіана віку мешканця становила 23,5 року. На 100 осіб жіночої статі у місті припадало 100,5 чоловіків; на 100 жінок у віці від 18 років та старших — 100,0 чоловіків також старших 18 років.
Середній дохід на одне домашнє господарство становив 42 376 доларів США (медіана — 29 952), а середній дохід на одну сім'ю — 64 085 доларів (медіана — 63 086). Медіана доходів становила 42 512 долари для чоловіків та 37 562 долари для жінок. За межею бідності перебувало 38,5 % осіб, у тому числі 25,0 % дітей у віці до 18 років та 8,1 % осіб у віці 65 років та старших.
Цивільне працевлаштоване населення становило 8888 осіб. Основні галузі зайнятості: освіта, охорона здоров'я та соціальна допомога — 33,4 %, мистецтво, розваги та відпочинок — 16,7 %, роздрібна торгівля — 14,9 %.